# 464
Het jaar 464 is het 64e jaar in de 5e eeuw volgens de christelijke jaartelling.

## Gebeurtenissen

### Europa
- Slag bij Angers: De Gallo-Romeinen onder bevel van Paulus (comes rei militaris) verslaan bij Angers met steun van de Franken onder leiding van koning Childerik I de Angelsaksen. Tijdens de veldslag sneuvelt Paulus, de Saksen die zich in Gallië hebben gevestigd moeten het Romeinse gezag erkennen.
- Aegidius overlijdt onverwachts (mogelijk vergiftiging) na een regeringsperiode van 3 jaar. Hij wordt opgevolgd door zijn zoon Syagrius en regeert als "koning" over het Gallo-Romeinse Rijk, met als hoofdstad Soissons.

## Geboren
- Liang Wudi, keizer van het Chinese Keizerrijk (overleden 549)

## Overleden
- Aegidius, Romeins generaal (magister militum)
- Paulus, Gallo-Romeins heerser (comes rei militaris)